# Stilbe
Stilbe é um género botânico pertencente à família Stilbaceae.

## Espécies
Composto por 17 espécies:
Stilbe albiflora Stilbe cernua Stilbe chorisepala
Stilbe ericoides Stilbe gymnopharyngia Stilbe mucronata
Stilbe myrtifolia Stilbe overbergensis Stilbe phylicoides
Stilbe pinastra Stilbe procumbens Stilbe rupestris
Stilbe serrulata Stilbe verticillata Stilbe vestita
Stilbe virgata Stilbe zeyheri

## Nome e referências
Stilbe Bergius